# Antonino Spirlì
Antonino „Nino” Spirlì (ur. 13 lipca 1961 w Taurianovie) – włoski polityk, dziennikarz i prezenter telewizyjny, od 2020 pełniący obowiązki prezydenta Kalabrii.

## Życiorys
W latach 80. i 90. był aktorem i reżyserem przedstawień teatralnych (głównie antycznych greckich i rzymskich), współpracował z Centre Dramatique National Theatre du Campagnol w Paryżu. Później pracował w mediach, związany z telewizjami RAI i Mediaset, w których prowadził m.in. programy Forum, La fattoria i Né con te né senza di te. Od 2013 do 2017 kierował również kanałem Sud TV oraz tworzył programy reklamowe. Był dziennikarzem gazet „Il Giornale” oraz „Corriere della Calabria”. Został jednym z założycieli think tanku Cultura Identità, zajął się również działalnością publicystyczną.
Do 1994 należał do Włoskiego Ruchu Socjalnego. Później działał w Forza Italia Silvio Berlusconiego oraz powiązanych z nim formacjach Lud Wolności i Bracia Włosi. W 2017 wstąpił do Ligi Północnej. W lutym 2020 z ramienia Ligi objął stanowisko wiceprezydenta Kalabrii, odpowiedzialnego m.in. za rzemiosło, handel, kulturę i sprawy prawne. 15 października 2020 został tymczasowym prezydentem regionu po śmierci Jole Santelli (do czasu przeprowadzenia wyborów).

## Życie prywatne
Deklaruje się jako gej i katolik.